# Pla dels Xarpons

El Pla dels Xarpons respecte del terme de Castellcir

El Pla dels Xarpons és un pla agrícola del terme municipal de Castellcir, al Moianès.
És a prop i al sud de la masia de la Talladella, al nord del Pla del Prat i a la capçalera, al nord-oest, del Sot dels Còdols. És un pla carener, on es troben diversos camins rurals. És al nord-est dels Camps de la Talladella, a prop i a llevant de la Bassa del Jub.

## Etimologia
El pla rep el nom dels xarpons, banda de cuir o d'altra matèria antigament per a aguantar l'espasa, i modernament, per extensió, diverses menes de bosses per a arreplegar el fruit de la collita o per a traginar, i que es porta entorn del cos des de l'espatlla dreta al costat esquerre -o a la inversa-, on s'ajunten els dos caps.